# 徳永エリ
徳永 エリ（とくなが エリ、本名：鈴木 エリ、1962年1月1日 - ）は、日本の政治家。元テレビリポーター、企画プロデュース会社役員。立憲民主党所属の参議院議員（3期）。立憲民主党参議院政策審議会長。
参議院東日本大震災復興特別委員長、旧国民民主党参議院政策審議会長、立憲民主党ジェンダー平等推進本部長、常任幹事会議長を歴任した。

## 来歴
北海道札幌市出身。札幌市立緑丘小学校、藤女子中学校・高等学校卒業。法政大学通信教育部法学部法律学科中退。
1981年よりオフィスモンタ（タレントみのもんたの事務所）に付き人・リポーターとして所属し、大学在学中に日本テレビ「ルックルックこんにちは」にリポーターとしてデビュー。1983年より「週刊平凡」契約記者として勤務。1984年よりTBS「森本ワイド モーニングEye」にて事件芸能リポーターとして「ロス疑惑」「グリコ・森永事件」「日本航空123便墜落事故」等のリポートを担当。1987年よりテレビ朝日「こんにちは2時」で、事件・芸能リポーターとして、「石原裕次郎死去」などをリポート。1990年よりハワイ州ホノルル市にて、「HULA MOON（フラムーン）」（ロケーション・コーディネト／映像制作プロダクション）を設立。
1994年より札幌にて、専業主婦を経て、UHB（北海道文化放送）の番組「ポテト」「のりゆきのトークDE北海道」のリポーターを務める。特に医療、教育、福祉問題などを担当。1997年7月より飲食店経営、会社経営。2009年には札幌市で2006年から開催されている国際映画祭、札幌国際短編映画祭の市民サポーターとして、札幌国際短編映画祭サポーターズクラブの設立に関わる。

### 参議院議員

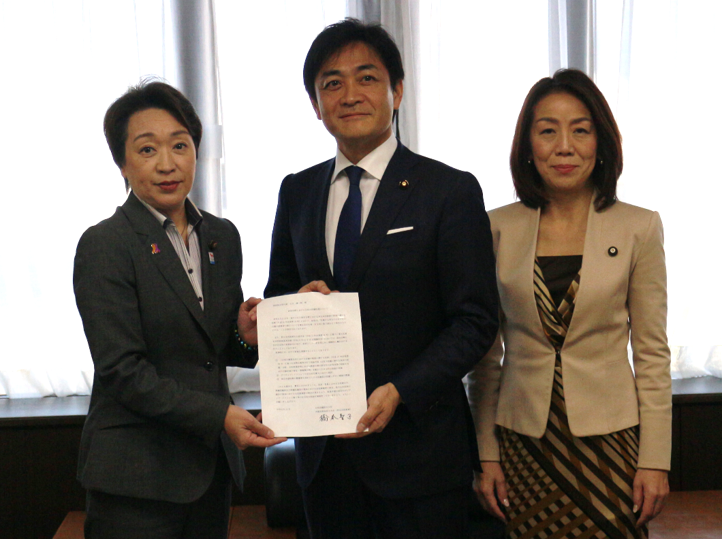
2018年、橋本聖子、玉木雄一郎と

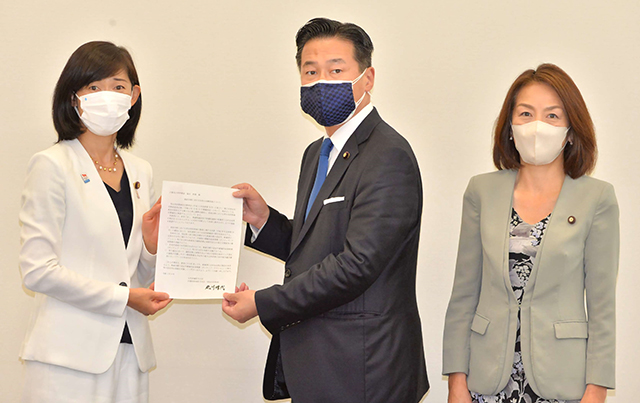
2021年、丸川珠代、福山哲郎と

2010年1月より民主党北海道「安心の暮らし」推進委員長。7月に行われた第22回参議院議員通常選挙に北海道選挙区から民主党で出馬し、初当選。一部報道で小沢ガールズといわれているが、第22回参議院議員通常選挙の出馬は、民主党北海道の役員からたび重なる要請を受けたもの。連合後援会会長は竹村泰子。
2011年8月26日、菅直人首相が民主党代表辞任を正式に表明。菅の辞任に伴う代表選挙（8月29日実施）では、1回目投票、決選投票、ともに海江田万里に投票した。
2012年9月民主党代表選挙では川上義博らと田中眞紀子を民主党代表に擁立しようとするが頓挫した。
2013年3月、民主党北海道代表代行に就任した。
2014年12月14日の第47回衆議院議員総選挙で民主党代表の海江田万里が落選。海江田の辞任に伴い2015年1月18日に行われた代表選挙では、長妻昭の推薦人に名を連ねた。
2016年7月、第24回参議院議員通常選挙で再選。
2017年7月27日、民進党代表の蓮舫が、同月の東京都議会議員選挙の結果を受けて辞任を表明。蓮舫の辞任に伴う代表選挙（9月1日実施）では枝野幸男の推薦人に名を連ねた。
2018年5月7日、民進党と希望の党の合流により結党された国民民主党に参加。同日、男女共同参画推進本部長に就任した。
2020年8月24日、旧立憲民主党と旧国民民主党は、2つの無所属グループを加えた形で合流新党を結成することで合意した。同年9月10日に行われた新「立憲民主党」の代表選挙では泉健太の推薦人に名を連ねた。立憲民主党では参議院政策審議会長に就任。
2021年10月31日の第49回衆議院議員総選挙で立憲民主党は議席を「109」から「96」に減らし、11月2日、枝野幸男代表は引責辞任を表明。枝野の辞任に伴う代表選挙（11月30日実施）では泉健太の陣営の政策担当を務め、泉を支持した。12月6日、党のジェンダー平等推進本部長に就任した。2022年8月より党常任幹事会議長（2024年1月まで）。
2022年7月、第26回参議院議員通常選挙で3選。
2023年10月、空席となっていた党の参議院政策審議会長に再就任。

## 政策・主張

### 憲法
- 憲法改正について、2016年のアンケートで「どちらかと言えば反対」と回答[21]。2022年のNHKのアンケートで「反対」と回答[22]。

- 9条改憲について、2016年の毎日新聞社のアンケートで「反対」と回答[23]。2022年の毎日新聞社のアンケートで「反対」と回答[24]。9条への自衛隊の明記について、2022年のNHKのアンケートで「反対」と回答[22]。

- 憲法を改正し緊急事態条項を設けることについて、2022年のNHKのアンケートで「反対」と回答[22]。

### 外交・安全保障
- 「他国からの攻撃が予想される場合には先制攻撃もためらうべきではない」との問題提起に対し、2016年のアンケートで「反対」と回答[21]。

- 敵基地攻撃能力を持つことについて、2022年のNHKのアンケートで「反対」と回答[22]。

- 「北朝鮮に対しては対話よりも圧力を優先すべきだ」との問題提起に対し、2016年のアンケートで「反対」と回答[21]。

- 安全保障関連法の成立について、2016年の毎日新聞社のアンケートで「廃止すべき」と回答[23]。

- 普天間基地の辺野古移設について、2016年の毎日新聞社のアンケートで「反対」「国外に移設すべき」と回答[23]。2022年の毎日新聞社のアンケートで「反対」と回答[24]。

- ロシアは2022年2月24日、ウクライナへの全面的な軍事侵攻を開始した[25]。日本政府が行ったロシアに対する制裁措置についてどう考えるかとの問いに対し、2022年のNHKのアンケートで「適切だ」と回答[22]。同年の毎日新聞社のアンケートで「今の制裁で妥当だ」と回答[24]。

- 2022年6月7日、政府は経済財政運営の指針「骨太方針」を閣議決定した。NATO加盟国が国防費の目標としている「GDP比2％以上」が例示され、防衛力を5年以内に抜本的に強化する方針が明記された[26]。「防衛費を今後どうしていくべきだと考えるか」との問いに対し、2022年のNHKのアンケートで「今の程度でよい」と回答[22]。

- 徴用工訴訟問題や慰安婦問題などをめぐり日韓の対立が続くなか、関係改善についてどう考えるかとの問いに対し、2022年の毎日新聞社のアンケートで回答しなかった[24]。

- 2014年4月21日、元行政刷新担当大臣の蓮舫や社会民主党党首の吉田忠智と連名で、第2次安倍内閣が目指す憲法解釈変更による集団的自衛権の行使容認を支持しないようアメリカ大統領のバラク・オバマに求める文書を在日米大使館に提出した[27]。

- ISILによる日本人拘束事件について、岡田克也民主党代表が記者団に「政府の足を引っ張るようなことになっては決していけない」と述べ、事件対応で政府に全面協力する意向を示した直後に、自身のFBで「いくら人道支援とはいえ、資金援助を大々的に記者会見でアピールする、テロ組織を刺激したことは否めないと私は思います」と記し[28]、安倍首相に事件の責任があると批判した[29]。

### 拉致被害関連と批判
- 2013年4月24日の参議院予算委員会で、同月に安倍内閣の閣僚3名[30]が靖国神社を参拝したことに対し「拉致被害者の家族の方々は、実は非常に、落胆をしているという声（反応）が聞こえてきている」との発言を行った。これに対し古屋圭司国務大臣および安倍晋三首相から証拠の明示を求められたが、回答はしなかった[31]。翌25日に拉致被害者家族会が「本会役員による確認の結果、前述のような（落胆しているとの）感想を抱いている家族会メンバーは確認できなかった。現安倍内閣における拉致問題解決に向けたスタンスを連絡会としては支持しているのが現状」「支援者の方々に対しても誤解を与えるような質問をしたことに対して、被害者家族として近々に説明を求めたい」とする緊急声明を発表した[32]。同じく翌25日の参議院予算委員会で安倍は「もし相当の根拠がなければ、捏造として質問をしたということになる」と述べた[33][34]。

- 一方、徳永は自身のブログにて、「（前略）こんなことで本当にしっかりと拉致問題の解決に取り組んでくれるんあろうという声も、上がっていますと言うのは、私たち議員もメディアも含めて色々なところからという意味です。冷静に、裏事情や、それぞれの弱い立場も考えてご判断下さい。そんなことは一番良くわかっているはずの、閣僚が以上に反応する事の方が問題ではないでしょうか？（後略）」（原文ママ。誤字訂正せず）[35]と記し、Facebookでは「拉致被害者の落胆は、被害者家族の支援をしている同僚議員に（言ってくれと）頼まれました」と記しており、原拠は拉致被害者家族でなく、その支援議員だと説明した。また、その同僚議員名や情報源は個人情報守秘のため言えない、としている[36]。

### 在日外国人
- 2013年、参議院議員会館（東京・永田町）開催の「排外・人種侮蔑デモに抗議する国会集会」を呼びかけた[37]。
- 永住外国人への地方参政権付与について、2016年のアンケートで「どちらとも言えない」と回答[21]。
- 2021年に北朝鮮を支持する在日朝鮮人団体の朝鮮総連と意見交換したとし、「コロナ禍の学生や子供達への支援、国籍や民族で差別してはなりません」と主張している[38]。

### 原発・エネルギー
- 「原子力発電所は日本に必要だと思うか」との問いに対し、2016年の毎日新聞社のアンケートで「必要ない」と回答[23]。

- 2014年3月26日、トルコとアラブ首長国連邦への原発輸出を可能にする原子力協定の承認案の党内論議に民主党が着手したことに関して、「大変です。民主党が原子力協定に賛成しょうとしています。皆さんの思いをツイートしてください。私は絶対に反対です」とツイートし、危機感を表した[39]。同年4月18日、参議院本会議で行われたこの原子力協定の承認案の採決で、賛成する党の方針に反して有田芳生と共に欠席した[40]。

### ジェンダー
- 選択的夫婦別姓制度の導入について、2016年、2022年のアンケートで「賛成」と回答[21][22]。

- 同性婚を可能とする法改正について、2016年、2022年のアンケートで「賛成」と回答[21][22]。

- クオータ制の導入について、2016年、2022年のアンケートで「賛成」と回答[21][22]。

### その他
- 首相の靖国神社参拝について、2016年のアンケートで「反対」と回答[21]。

- 「治安を守るためにプライバシーや個人の権利が制約されるのは当然だ」との問題提起に対し、2016年のアンケートで「反対」と回答[21]。

- 2016年の米国大統領選挙について「ドナルド・トランプとヒラリー・クリントンのどちらを支持するか」との問いに対し、2016年の毎日新聞社のアンケートで「どちらとも言えない」と回答[23]。

- 国会議員の被選挙権年齢の引き下げについて、2022年の毎日新聞社のアンケートで「賛成」と回答[24]。
- 受動喫煙防止を目的に飲食店などの建物内を原則禁煙とする健康増進法改正に反対。2016年の参院選に先駆けて行われた受動喫煙防止についての公開アンケートにおいて、レストランやバーを含む一般市民が出入りする場所は、2020年までに「罰則付きの分煙とするべきである」と回答している[41]。

## 人物・関連団体
- 調理師、カウンセラー、ワインコーディネーターの資格を持つ[42]。
- 趣味は山登りなどのアウトドア、特技は短時間で料理を作ること[42]。
- 好きな本は河合隼雄の心理学系の本[42]。
- 尊敬する人はガンジー[42]。
- 座右の銘は「座して進まず、歩けば道」[42]。
- 2013年4月23日の国会での代表質問で、拉致被害者の家族が『落胆をしている』と発言し、「拉致被害者の誰が言っていたのか？」と猛反発を受け、炎上した過去がある[43]。2015年12月26日に「何だろうこの国旗の波」と日本国旗が道に掲げられる様子に疑念を呈した投稿が波紋呼び、「（日本国旗掲揚されている様子が）気色悪いですね」など徳永議員に賛同する日本国旗掲揚批判コメントも寄せられたが、「” 国旗 ” を見て、“ 気持ち悪い ” とか “ 極右 ” とか、その考えが解らない。」など徳永や共感者への批判コメントの方に多くの「いいね」が寄せられた[43]。
- 立正佼成会の支援を受けている。北海道で2022年4月23日に立正佼成会が「北海道支教区内の立憲民主党議員との懇談会」を開催した際に、同年7月の第26回参議院議員通常選挙(北海道選挙区）から出馬する徳永は「今日（4/23）は立正佼成会の皆さんが立憲民主党の議員との懇談会を開いて下さいました。（参議院比例区で立正佼成会の支援を受けている）白真勲先輩とともに頑張ってまいります。」と自身のブログに投稿している[44]。同年5月13日には「立正佼成会の苫小牧教会でご挨拶と意見交換」との記事を投稿した徳永は「東京から新千歳空港に到着して、まっすぐ伺ったのは立正佼成会の苫小牧教会。」「室蘭教会長さんをはじめ、苫小牧教会長さん他、幹部の皆さんがお忙しい中お集まり下さり、ご挨拶と意見交換の場を作って下さいました。」と述べている[45]。後に前述の「立正佼成会の苫小牧教会でご挨拶と意見交換」とのブログ投稿記事を削除している[46]。

## 所属団体・議員連盟
- 食の安全・安心を創る議員連盟（幹事長）
- 自殺対策を推進する議員連盟
- アイヌ政策を推進する議員の会[47]

## 不祥事

### 公職選挙法違反
2015年9月27日の北海道北見市議補欠選挙の投開票日にTwitterに民主党推薦候補の応援を呼びかける書き込みをしたとして、公職選挙法違反罪で刑事告発された。当初は秘書が書き込んだとの虚偽の説明をしていたが、東京地方検察庁特別捜査部の聴取に対しては自ら書き込んだと認めた。特捜部は、犯罪の成立に疑いはないものの12月25日付けで起訴猶予処分とした。その後2016年に入ってから、東京第4検察審査会が「投票日当日に選挙活動をしてはいけないことを当然認識していた」として、「不起訴不当」の議決を行ったため地検は再捜査を行ったが、その後同年12月23日に再び起訴猶予処分となった。

## 過去の出演番組
- のりゆきのトークDE北海道（北海道文化放送）

## コラム
- WEBサイト「徳永エリの女が女にモノ申す」（BNN）でコラムを掲載中。
- 北海道新聞の「女の眼力」にコラムを寄稿。

## 選挙歴
| 当落 | 選挙                     | 執行日         | 年齢 | 選挙区       | 政党       | 得票数     | 得票率 | 定数 | 得票順位 /候補者数 | 政党内比例順位 /政党当選者数 |
| ---- | ------------------------ | -------------- | ---- | ------------ | ---------- | ---------- | ------ | ---- | ------------------ | ---------------------------- |
| 当   | 第22回参議院議員通常選挙 | 2010年07月11日 | 48   | 北海道選挙区 | 民主党     | 70万8523票 | 25.60% | 2    | 2/6                | /                            |
| 当   | 第24回参議院議員通常選挙 | 2016年07月10日 | 54   | 北海道選挙区 | 民進党     | 55万9996票 | 22.00% | 3    | 2/10               | /                            |
| 当   | 第26回参議院議員通常選挙 | 2022年07月10日 | 60   | 北海道選挙区 | 立憲民主党 | 45万5057票 | 19.47% | 3    | 2/12               | /                            |